# 菲奥娜·索瑟恩
菲奥娜·索瑟恩（英語：Fiona Southorn，1967年10月8日—），新西兰女子自行车运动员。她曾代表新西兰参加2004年、2008年和2012年夏季残疾人奥林匹克运动会自行车比赛，其中2012年夏季残奥会获得一枚铜牌。